# Леонардо Алейшо да Коста
Леонардо Алейшо да Коста (порт. Leonardo Aleixa da Costa), або просто Лео Коста (порт. Leo Costa; 15 квітня 1984, Ріо-де-Жанейро) — бразильський футболіст, нападник «Кереса».

## Біографія
Лео Коста народився 15 квітня 1984 року в Ріо-де-Жанейро.
Почав виступати за клуб з нижчих дивізіонів Бразилії — «Семеандо». У 2007 році грав за «Каштелу Бранку» у чемпіонаті штату Ріо-де-Жанейро, а в наступному році за «Кашуейру» з міста Кашуейра-ду-Сул. 
У 2009 році був гравцем клубу «Куангнінь» з однойменної провінції, який виступав у чемпіонаті В'єтнаму.
Взимку 2010 року проходив навчально-тренувальний збір у складі луцьк «Волині» і у березні підписав контракт з клубом. Лео Коста став найвищим футболістом в команді (його зріст 203 см.), крім нього у складі «Волині» було ще 10 гравців з зростом вище 190 см. За «Волинь» виступав за номером 38. У складі команди дебютував 29 березня 2010 року у виїзному матчі Першої ліги України проти «Нафтовика-Укрнафти» (2:3). Коста вийшов на 23 хвилині замість Євгена Павлова, а на 59 хвилині був замінений на Віталія Гошкодерю. У наступній грі, 3 квітня проти «Фенікса-Іллічівця» (4:0) Лео Коста забив перший гол за «Волинь» у ворота Сергія Литовченка. За підсумками сезону 2009/10 його клуб зайняв друге місце в Першій лізі, поступившись лише «Севастополю» і вийшов у Прем'єр-лігу України. Леонардо в цьому сезоні провів 16 матчів і забив 5 голів.
18 липня 2010 року дебютував у Прем'єр-лізі у виїзному матчі проти дніпропетровського «Дніпра» (2:0), Лео Коста відіграв всю гру і отримав жовту картку. У своєму третьому і останньому матчі 7 серпня 2010 року в чемпіонаті України за «Волинь» проти луганської «Зорі» (0:1) Леонардо заробив червону картку. Також у цьому сезоні він провів 1 матч у молодіжній першості України. Сайт Football.ua зазначав вміння Кости грати в повітрі завдяки своєму зросту.
У січні 2011 року став гравцем сінгапурської команди «Вудлэндс». У чемпіонаті Сінгапуру дебютував 14 лютого 2011 року в матчі проти «Хеган Юнайтед» (1:0). Всього у першості Сінгапуру Леонардо провів 15 матчів, в яких забив 2 голи і отримав 1 жовту картку. У команді провів півроку і залишив її в статусі вільного агента.
На початку 2013 року бразилець приєднався до люксембурзської команди «Хамм Бенфіка», яку покинув через півроку як вільний агент. 
Влітку 2013 року підписав угоду з «Хапоелем» з міста Акко. У чемпіонаті Ізраїлю провів 1 матч.
У кінці серпня 2014 року перейшов в бразильський клуб «Керес», який виступає у Лізі Каріока B.

## Досягнення
- Срібний призер чемпіонату України в першій лізі: 2010